# Wayne Dyer
 (mars 2017).
Si vous disposez d'ouvrages ou d'articles de référence ou si vous connaissez des sites web de qualité traitant du thème abordé ici, merci de compléter l'article en donnant les références utiles à sa vérifiabilité et en les liant à la section « Notes et références ».
Wayne Walter Dyer (10 mai 1940– 29 août 2015)  était un auteur de livres d'auto-assistance (self-help)/développement personnel et conférencier.

## Jeunesse et éducation
Wayne Dyer naquit à Detroit, Michigan, de Melvin Lyle Dyer et Hazel Irene Vollick, et passa une partie de son enfance (jusqu'à l'âge de 10 ans) dans un orphelinat situé dans le secteur est de Detroit, ceci après que son père eut abandonné la famille, laissant à sa mère le soin d'élever trois petits garçons.Après sa graduation du Denby High School, Dyer servit dans la marine américaine de 1958 à 1962. Il obtient un doctorat en conseil de la Wayne State University après la soutenance d'une thèse intitulée "Group Counseling Leadership Training in Counselor Education", dirigée par Mildred Peters.

## Carrière
Wayne Dyer travaille comme conseiller d'orientation dans l'enseignement secondaire de Detroit puis à l'Université de Saint John (New York) . Il poursuivit une carrière académique, publia dans des revues et établit une pratique thérapeutique privée. Ses conférences, à la St. John's University, portant sur la pensée positive et les techniques des conférences de motivation, attiraient de nombreux étudiants. Un agent littéraire persuada Dyer de documenter ses théories dans son premier livre intitulé Your Erroneous Zones (Vos zones erronées) publié en 1976. Dyer quitta son emploi de professeur et entreprit une tournée publicitaire des États-Unis, recherchant obstinément les apparitions dans les librairies et les interviews dans les médias ("de l'arrière de sa station wagon", selon to Michael Korda, atteignant la liste des best-sellers "avant que les éditeurs ne se rendent compte de ce qui se passait"), ce qui éventuellement l'amena à faire des apparitions sur les plateaux de télévision nationaux américains, dans les "talk" prestigieux incluant The Merv Griffin Show, The Tonight Show, et The Phil Donahue Show.
Dyer commença à construire sur son succès avec des tournées de conférences, une série de cassettes audio, et la publication régulière de nouveaux livres. Le message de Dyer a résonné avec beaucoup dans le mouvement de la Nouvelle Pensée et au-delà. Il racontait souvent des anecdotes provenant de sa vie de famille et a fréquemment utilisé sa propre expérience de vie comme exemple. Son histoire d'homme à succès autodidacte faisait partie de son attrait. Dyer disait à ses lecteurs de rechercher l'actualisation de soi, parlant du recours au soi comme d'un guide vers l'expérience «religieuse», et suggérait à ses lecteurs d'émuler Jésus Christ, qu'il décrivait à la fois comme un exemple d'une personne auto-actualisée et comme un "prophète de l'autonomie". Dyer a critiqué l'accent sur la culpabilité dans la société, qu'il voyait comme une immobilisation malsaine dans le présent en raison de mesures prises dans le passé. Il préconisait à ses lecteurs de regarder comment les parents, les institutions, et eux-mêmes, se sont imposé des "trips" de culpabilité.
Bien que Dyer ait d'abord rejeté l'étiquette spirituelle, dès les années 1990, il avait changé son message pour inclure plusieurs composantes de la spiritualité quand il écrivit le livre Real Magic et parla de conscience supérieure, dans le livre Your Sacred Self,.

## Influences
Dyer a été influencé par le concept d'Abraham Maslow de l'actualisation de soi, par la théorie des quatre archétypes dans le développement humain proposée par Carl Gustav Jung et par les enseignements de Swami Muktananda qu'il considérait être son maître,. Dans son livre, Wishes Fulfilled; Mastering the Art of Manifesting, le Dr Dyer crédita aussi Saint François d'Assise et le philosophe chinois, Lao Tzu et leurs enseignements, comme étant des influences fondamentales dans son œuvre.

## Critiques
Wayne Dyer a été parfois critiqué par les téléspectateurs de PBS pour ses apparitions sur PBS pendant leurs campagnes de levées de fonds. Un ombudsman de PBS a résumé l'essence des plaintes comme étant « que PBS pourrait être considéré comme apportant son prestige aux vues spirituelles du Dr Dyer et s'alignant sur ses enseignements ».
En mai 2010, l'auteur Stephen Mitchell, époux de l'auteur new age Byron Katie, a déposé une plainte contre Dyer pour plagiat, l'accusant d'avoir copié 200 lignes de son interprétation du Tao Te Ching pour ses livres Vivre la Sagesse du Tao (Living the Wisdom of the Tao) et Modifiez votre pensée - Changez votre vie (Change Your Thoughts – Change Your Life).
Le psychothérapeute Albert Ellis écrit que le livre de Dyer Vos zones erronées est probablement « le pire exemple » de plagiat de sa thérapie rationnelle-émotive. Dans une lettre adressée au Dr Dyer en 1985, Ellis affirme que Dyer avait participé à un atelier qu'Ellis donnait sur le RET avant de publier son livre, dans lequel il semble très bien comprendre la thérapie RET. Ellis ajoute que « 300 personnes ou plus ont m'ont spontanément dit ... que [le livre] a clairement été dérivé de la RET. » Dyer ne s'est jamais excusé et n'a exprimé aucun remords d'avoir commis des actes répréhensibles. Ellis reproche à Dyer de ne pas avoir lui avoir accordé le crédit d'être la principale source du livre, ce qui est contraire aux règles d'éthique et au professionnalisme. Mais il a également exprimé sa gratitude globale pour le travail du Dr Dyer, écrivant : « Vos zones erronées est un bon livre... il a aidé un grand nombre de personnes, et... il expose très bien les grands principes de la RET... avec une grande simplicité et une belle clarté. »

## Vie personnelle
Dyer se maria 3 fois. Il eut une fille, Tracy, avec sa première épouse, Judy. Sa seconde épouse fut Susan Casselman. Ils n'eurent pas d'enfants. Puis il eut cinq enfants (Skye, Summer, Serena, Sands, et Saje) avec sa 3e épouse, Marcelene, laquelle avait eu deux enfants (Shane et Stephanie) d'une union précédente. Wayne et Marcelene divorcèrent en 2001, après vingt ans de mariage.
"Mes croyances sont que la vérité est une vérité jusqu'à ce que vous l'organisiez, ensuite elle devient un mensonge. Je ne pense pas que Jésus enseignait le christianisme. Jésus enseignait la bonté, l'amour, le souci de l'autre et la paix. Ce que je dis aux gens c'est de ne pas être chrétien, mais d'être comme le Christ. Ne soyez pas bouddhiste, soyez comme le Bouddha."  "La religion est l'orthodoxie, les règles et les textes historiques entretenus par des personnes sur de longues périodes de temps. Généralement, les gens sont élevées pour obéir aux coutumes et pratiques de cette religion, sans se poser de questions. Ce sont des coutumes et attentes provenant de l'extérieur de la personne et qui ne correspondent pas à ma définition de spirituel."
Il est décédé le 29 août 2015 à l'âge de 75 ans,.

### Livres pour enfants
- I Am (with Kristina Tracy)
- Incredible You! (with Kristina Tracy)
- It's Not What You've Got! (with Kristina Tracy)
- No Excuses! (with Kristina Tracy)
- Unstoppable Me! (with Kristina Tracy)

## Films
- Ambition to Meaning (janvier 2009), redistribué sous le titre The Shift  en avril 2009 par Hay House
- Day & Night (2010), un court métrage d'animation créé par Pixar, présenté avec le film Toy Story 3 lors de sa sortie aux États-Unis, présentait un extrait d'une des conférences de Dyer[20].